# Metarfa
Metarfa (em árabe: المطارفة) é uma cidade e comuna localizada no distrito de Aougrout, na província de Adrar, no centro-sul da Argélia. Em 2008, sua população era de 8 438 habitantes.